# (34888) 2001 VP16
2001 VP16 (asteroide 34888) é um asteroide da cintura principal. Possui uma excentricidade de 0.12051080 e uma inclinação de 14.20466º.
Este asteroide foi descoberto no dia 7 de novembro de 2001 por NEAT em Palomar.